# Цепаєво
Цепа́єво (рос. Цепаево) — село складі Спаського району Пензенської області, Росія.
Населення — 145 осіб (2010; 178 у 2002).
Національний склад станом на 2002 рік:
- росіяни — 100 %